# Xu Xingye
Xu Xingye (xinès simplificat: 徐兴业) (Shaoxing 1917 - Xangai 1990) fou un escriptor xinès. Guanyador del Premi Mao Dun de Literatura de l'any 1991 i premi de novel·la excel·lent de Xangai per celebrar el 40è aniversari de la fundació de la República Popular de la Xina per la seva novel·la 金瓯缺 (Broken Golden Bowl).

## Biografia
Xu Xingye va néixer el 1917 a Shaoxing, província de Zhejiang (Xina). El 1937 es va graduar al Wuxi National Studies College. Posteriorment va treballar de professor del departament d'història de la Universitat Normal de Xangai i editor de "Shanghai Education Press".
Xu Xingye era el gendre de Zhou Zongliang, el "rei de la pintura" a Xangai. Ell i la seva dona Zhou Yunqin (també coneguda com Shufen) van tenir dos fills: Xu Yuanzhang i Xu Yuanjian. Xu Yuanzhang és un aquarelista famós per pintar cases velles a Xangai. Xu Yuanjian fa investigacions de física teòrica per a la investigació en matemàtiques aplicades de l'Acadèmia Xinesa de Ciències de Pequín.
Va morir a Xangai el 22 de maig de 1990.